# Diabulus in Musica

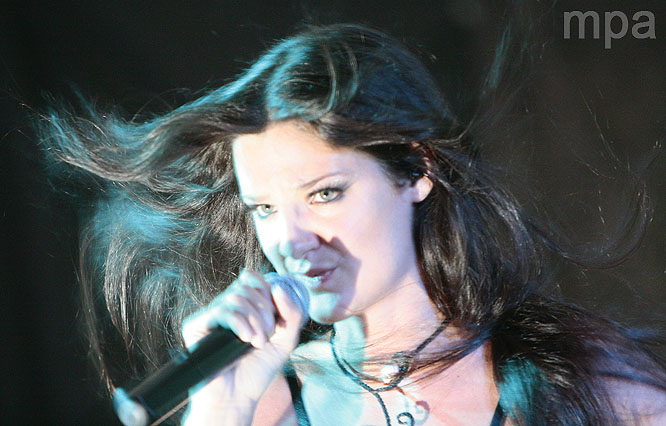

Diabulus in Musica is een Spaanse symphonic metal/gothic metal-band, gevormd te Pamplona (Navarra) in 2006.

## Leden
- Zuberoa Aznárez - Zang/Fluiten
- Gorka Elso - Keyboard/Grunts
- Alexey Kolygin - Gitaar
- Odei Ochoa - Basgitaar
- David Carrica - Gitaar

### Voormalige Leden
- Jorge Arca - Basgitaar
- Adrián M. Vallejo - Gitaar/Screams
- Xabier Jareño - Drums
- Alejandro "Alex" Sanz - Basgitaar

## Discografie
Albums
- Secrets (ep) - 2009
- Secrets - 2010 (Metal Blade Records)
- The Wanderer - 2012 (Napalm Records)
- Argia - 2014 (Napalm Records)

Singles
- Sceneries of Hope - 2012
- Bedulrraren Usaina - 2012
- Inner Force - 2014